# Funivia Ponte di Piero-Monteviasco
La funivia Ponte di Piero-Monteviasco (anche nota come Funivia di Monteviasco) è una teleferica per trasporto passeggeri che collega le località di Ponte di Piero e Monteviasco, frazioni del comune italiano di Curiglia con Monteviasco, in provincia di Varese.

## Storia
Il villaggio di Monteviasco, arroccato sul versante occidentale del monte Polà, in val Veddasca, non è collegato con nessuna strada carrabile; la principale via d'accesso terrestre è costituita da una ripida mulattiera pedonale, composta da circa un migliaio di scalini, che parte dalla località Ponte di Piero (punto terminale della strada provinciale 6 di Val Dumentina, collegante la vallata con Luino).
Nel corso del XX secolo il borgo (che ancora che nel 1921 contava 334 residenti) andò progressivamente spopolandosi; nei primi anni 1970 venne installata, su iniziativa di un privato, una piccola teleferica per il solo trasporto di oggetti. Nel decennio successivo gli abitanti iniziarono a sollecitare lo studio di una soluzione che agevolasse l'accessibilità al borgo; del caso si interessò anche la allora popolare trasmissione televisiva Portobello.
Sul finire del decennio il comune, all'epoca guidato dal sindaco Piero Angelo Rossi, ottenne l'appoggio della Comunità montana della Valcuvia e appaltò il progetto e la costruzione di una funivia alla ditta Hölzl; nel 1989 l'impianto venne attivato, rivelandosi decisivo nel contenere l’emigrazione dei residenti e nel permettere la valorizzazione del borgo in chiave turistica e microeconomica. La cabinovia poté operare solo in orario diurno fino al 2010, quando venne aggiunto un impianto di illuminazione lungo il tracciato, consentendo di aggiungere ulteriori corse in assenza di luce solare.
Tra febbraio e agosto 2011 la funivia è stata oggetto di un complessivo intervento di revisione tecnico-strutturale, cofinanziato da Regione Lombardia, Provincia di Varese, Comune di Curiglia con Monteviasco, Comunità Montana Valli del Verbano e Valcuvia servizi: si è provveduto a rinnovare tutta la parte tecnologica (revisione dei motori, rifacimento della plancia di comando e degli ausili di sicurezza) e a riallestire la cabina (che dall’originale livrea bianca con fasce verdi è stata ridipinta in vernice gialla ad alta visibilità). L'esecuzione dei lavori ha comportato la temporanea sospensione del servizio.
Ulteriori interruzioni dell’operatività si sono verificate nell'aprile 2016, onde consentire la sostituzione dei cavi e degli impianti elettrici, e dal 12 novembre 2018 a seguito del decesso di un operaio manutentore rimasto schiacciato dalla cabina nella stazione di valle, fatto che ha comportato il temporaneo sequestro giudiziario dell'impianto a scopo d'indagine (conclusesi poi col rinvio a giudizio di 10 persone) e la revoca dell'agibilità da parte dell'USTIF. Nonostante le rassicurazioni sulla pronta ripresa dell'esercizio, l'inattività ha superato i sei anni.
I lavori di ripristino sono partiti nel settembre 2021 e si sono conclusi entro i primi del 2022; tuttavia per il ripristino dell'operatività si è dovuto attendere il 10 agosto 2025.

## Caratteristiche tecniche

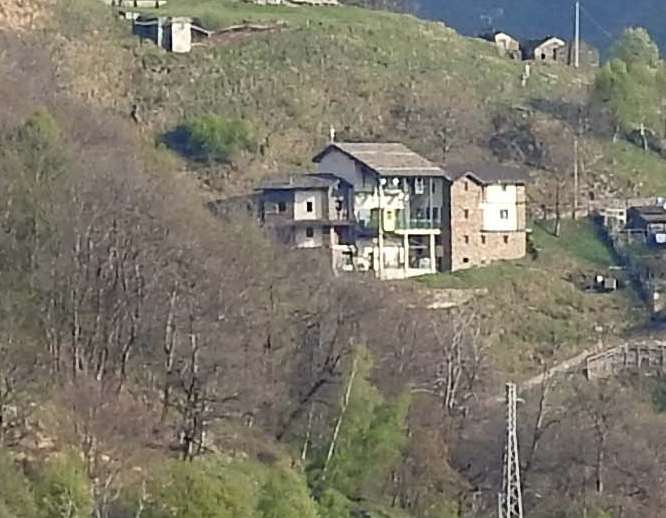
La stazione superiore.

L'impianto è di tipo "va e vieni" bifune (una traente e una portante, alle quali si aggiunge un terzo cavo per il soccorso) con una singola cabina con soli posti in piedi, dotata di illuminazione e audiodiffusione interna; gli sportelli sono ad apertura e chiusura manuale da parte del personale di stazione, con serratura elettromagnetica di sicurezza.
La campata è doppia: circa a metà percorso sorge un pilone di sostegno, ove sono collocati anche dei sensori meteorologici atti a verificare che le condizioni atmosferiche non rendano pericoloso il tragitto. L'impianto può essere teoricamente predisposto per operare anche con una seconda cabina, ma tale possibilità non è mai stata attuata; è invece presente un carrello di soccorso che, in caso di emergenza, può essere inviato a raggiungere la gondola passeggeri per evacuare gli occupanti.
Il tracciato ricalca con buona esattezza la valletta in cui scorre il torrente Viaschina, misura 981 m e supera un dislivello di circa 400 m, per una pendenza topografica media del 41%; le funi si levano a una distanza massima dal suolo di circa 200 m. Posto guida e sala macchine sono ubicate alla stazione di monte; non è prevista la presenza di un agente di scorta a bordo della cabina (comunque dotata di plancia comandi e interfono). La trazione comprende un motore elettrico principale da 52 kW e due d'emergenza da 30 kW (dei quali uno idraulico per il recupero della cabina e uno elettrico di riserva per movimentare il carrello di soccorso).
Di seguito il resto dei dati tecnici essenziali aggiornati al 2014:
- massa a vuoto della cabina: 900 kg
- massa a vuoto del carrello di soccorso: 340 kg
- capienza della cabina: 15 posti in piedi
- capienza del carrello di soccorso: 5 posti
- portata oraria per entrambe le direzioni: 90 passeggeri
- scartamento fune anello trattivo a valle: 4 m
- intervia teorica tra le vetture nella stazione a monte: 5,40 m
- intervia teorica tra le vetture sul sostegno: 5 m
- velocità standard di esercizio: 15 km/h
- velocità con motore di recupero: 2 m/s
- velocità carrello di soccorso: 3 m/s
- diametro fune portante tipo Ercole: 32 mm
- diametro fune traente: 16 mm
- fune di soccorso: diametro 12 mm
- massa contrappeso fune portante (stazione di valle): 27 t
- massa contrappeso fune traente (stazione di monte): 5,5 t
- massa contrappeso fune di soccorso (stazione di monte): 7,6 t

## Proprietà ed esercizio
L'impianto è nominalmente di proprietà del comune di Curiglia con Monteviasco, che ne affida la gestione in concessione mediante gara pubblica rinnovata da ultimo nel 2018 per sei anni.
Primo gestore fu la cooperativa sociale Montagna Domani, istituita ad hoc. Nel 2010 subentrò Valcuvia Servizi, società controllata dalla comunità montana della Valcuvia (poi comunità montana Valli del Verbano); liquidata quest'ultima, dal 2013 l'esercizio è passato in capo a un nuovo ente dedicato: la cooperativa sociale Au Suriv, con sede nel comune, cui sono state conferite anche alcune attività ricettive nel borgo di Monteviasco. L'incidente di fine 2018 ha causato la fine anticipata dell'appalto; dopo varie traversie e tentativi di riaffidamento falliti, il 18 marzo 2025 la gestione dell'impianto è stata definitivamente affidata al raggruppamento temporaneo di imprese tra ATM di Milano e ITB di Lecco.
Fino al 2018 l'orario variava a seconda della stagione: quello estivo (valido sotto l'ora legale) prevedeva otto corse nei giorni feriali e quindici nei festivi, quello invernale (in vigore col passaggio all'ora solare) contemplava sette corse dal lunedì al venerdì, otto al sabato e dodici nei festivi. Vi erano poi cadenzamenti specifici per il periodo di agosto (nove corse feriali e quindici festive) e natalizio (con quattro corse garantite anche il 25 dicembre e rinforzi per Santo Stefano e Capodanno). Talora le ultime corse serali venivano effettuate solo su prenotazione, al pari di eventuali servizi straordinari.
La funivia è riconosciuta come parte della rete di trasporto pubblico locale (e relativo sistema tariffario) della Regione Lombardia.